# Johannes Abromeit
Johannes Abromeit (* 17. Februar 1857 in Paschleitschen (Kirchspiel Kraupischken, Kirchenkreis Ragnit, Ostpreußen); † 19. Januar 1946 in Jena) war ein deutscher Botaniker. Sein offizielles botanisches Autorenkürzel lautet Abrom.

## Leben
Er war der Sohn eines Landwirts. Johannes Abromeit besuchte zunächst die Höhere Bürgerschule in Gumbinnen und wechselte dann an das „Realgymnasium auf der Burg“ in Königsberg. Er studierte an der Universität Königsberg und promovierte 1884 bei Robert Caspary. Seit 1888 war er in Königsberg als Assistent am Botanischen Institut tätig. Er bearbeitete die von Ernst Vanhöffen 1892 aus Westgrönland mitgebrachten Pflanzen. 1895 wurde Abromeit zum Mitglied der Gelehrtenakademie Leopoldina gewählt. 1898 erschien sein Buch Flora von West- und Ostpreußen. Im Jahre 1912 wurde er zum außerordentlichen Professor der Universität benannt. Sein Herbarium verbrannte bei den Kämpfen um Königsberg. Er selbst floh 1944 wegen des Krieges nach Jena.

## Dedikationsnamen
Der deutsche Botaniker Carl Christian Mez benannte zu seinen Ehren die Pflanzengattung Abromeitia aus der Familie der Myrsinengewächse (Myrsinaceae) sowie die Gattung Abromeitiella (nach neuesten Erkenntnissen in die Gattung Deuterocohnia eingeordnet) aus der Familie der Bromeliengewächse (Bromeliaceae).

## Schriften

### Monographien
- Ueber die Anatomie des Eichenholzes. Inaugural-Dissertation von Königsberg. Berlin 1884.
- mit Walther Neuhoff, Hans Steffen, A. Jentzsch und Gustav Vogel: Flora von West- und Ostpreußen. Berlin 1898–1940.
- Schutz der botanischen Naturdenkmäler in Ostpreußen. In: Schriften der Physikalisch-Ökonomischen Gesellschaft zu Königsberg in Preußen. Jg. 48, 1907, ZDB-ID 203341-0, S. 182–185, (Auch Sonderabdruck).
- (Friedrich) Otto Wünsche (hrsg. von Johannes Abromeit): Die Pflanzen Deutschlands: Eine Anleitung zu ihrer Kenntnis, Teil II: Die höheren Pflanzen. Zwickau 1871;  9. Auflage. Leipzig 1909; 10., neubearbeitete Aufl., Leipzig und Berlin 1916.

### Aufsätze
- Berichtigung des Sanio'schen Aufsatzes über die Zahlenverhältnisse der Flora Preussens. In: Schriften der physikalisch-ökonomischen Gesellschaft zu Königsberg. 25, 1885, S. 135–139.
- Bericht über die botanische Untersuchung des Kreises Ortelsburg. In: Schriften der physikalisch-ökonomischen Gesellschaft zu Königsberg. 28, 1888, S. 49–57.
- Bericht über die botanische Untersuchung der Gewässer des Kreises Schlochau durch Professor Caspary, nach dessen handschriftlichen Aufzeichnungen. In: Schriften der physikalisch-ökonomischen Gesellschaft zu Königsberg. 29, 1889, S. 86–93.
- Systematische Zusammenstellung der wichtigeren Funde von neuen Standorten. In: Schriften der physikalisch-ökonomischen Gesellschaft zu Königsberg. 31, 1891, S. 18–33.
- Systematisches Verzeichnis der im Sommer 1893 gesammelten bemerkenswerten Pflanzen. In: Schriften der physikalisch-ökonomischen Gesellschaft zu Königsberg. 35, 1895, S. 54–62.
- Bericht über die 38. Jahresversammlung des Preussischen Botanischen Vereins in Sensburg am 7. Oktober 1899. In: Schriften der physikalisch-ökonomischen Gesellschaft zu Königsberg. 41, 1900, S. 1–70.